# پاول باراسکیویچ

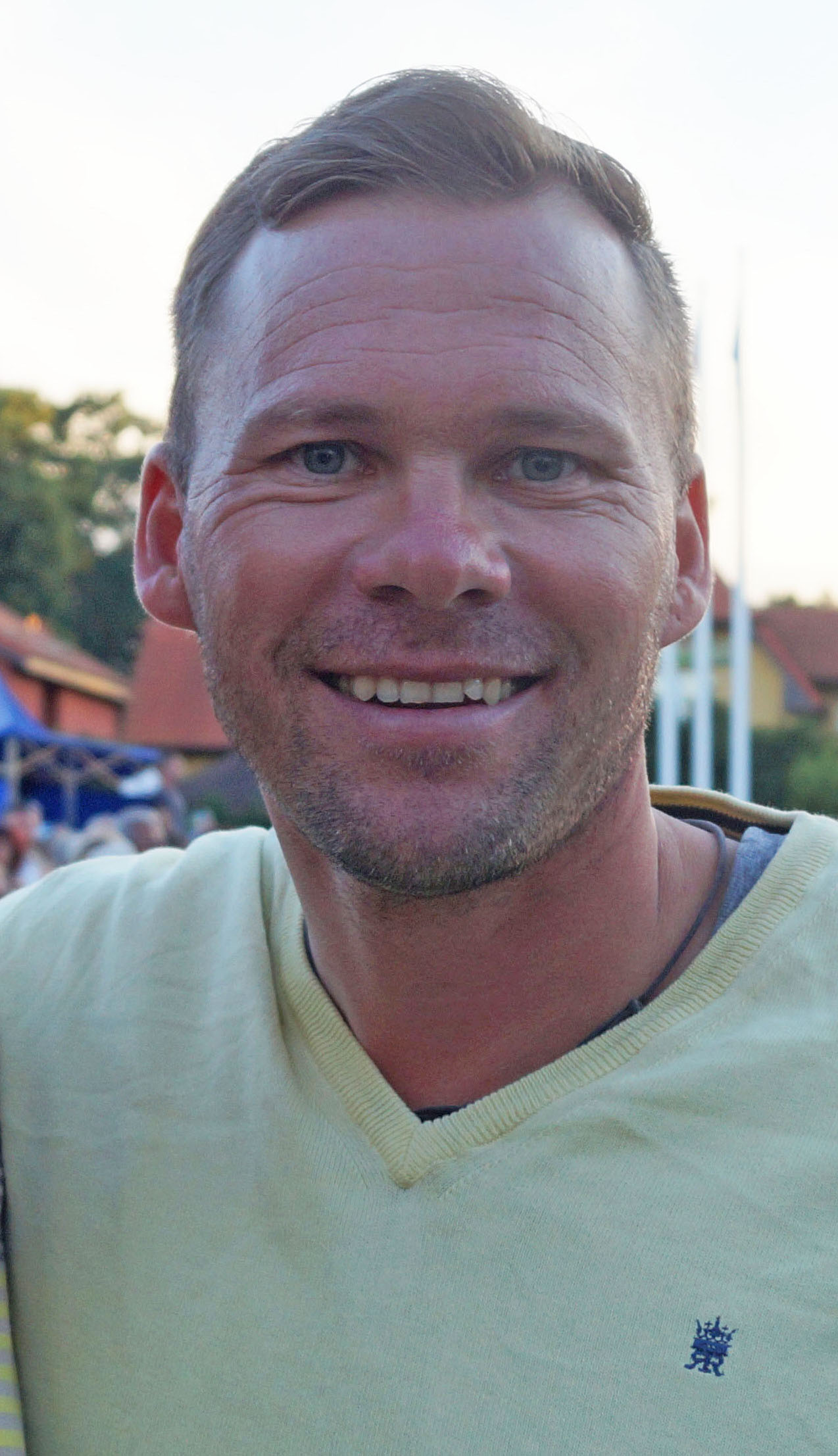
پاول باراسکیویچ - ۲۰۱۶

پاول باراسکیویچ (انگلیسی: Paweł Baraszkiewicz؛ زادهٔ ۲۰ مهٔ ۱۹۷۷) قایقران کانو اهل لهستان است.